# Проблем произвођача и потрошача
У информатици, проблем произвођача и потрошача (познат и као проблем ограниченог бафера) је класичан пример мултипроцесног синхронизационог проблема у конкурентном програмирању. Формулисао га је Едсгер Дајкстра 1972. године. У проблему су описана два процеса, произвођачи и потрошачи, који деле бафер података фиксне величине. Бафер се користи као ред. Задатак произвођача је да генеришу податке и смештају их у бафер. У исто време, потрошач узима један по један податак из бафера. Проблем се састоји у томе да је потребно обезбедити да произвођач не покушава да дода податке у пун бафер, нити да потрошач покушава да узме из празног.
Погрешно решење може довести до мртвог блокирања, у ком процеси бесконачно чекају да буду пробуђени. Проблем се, такође, може генерализовати на више произвођача и потрошача.

## Решења

### Коришћењем семафора
Пример решења применом семафора у конкурентном Паскалу:
```
program
 
ProducerConsumer
;

const
 
BufferSize
 
=
 
3
;

var
 
mutex
 
:
 
semaphore
;

    
empty
 
:
 
semaphore
;

    
full
 
:
 
semaphore
;

procedure
 
Producer
(
ID
 
:
 
integer
)
;

var
 
item
 
:
 
integer
;

begin

    
while
 
(
true
)
 
do
 
begin

        
make_new
(
item
)
;

        
wait
(
empty
)
;

        
wait
(
mutex
)
;

        
put_item
(
item
)
;

        
signal
(
mutex
)
;

        
signal
(
full
)
;

    
end
;

end
;

procedure
 
Consumer
(
ID
 
:
 
integer
)
;

var
 
item
 
:
 
integer
;

begin

    
while
 
(
true
)
 
do
 
begin

        
wait
(
full
)
;

        
wait
(
mutex
)
;

        
remove_item
(
item
)
;

        
signal
(
mutex
)
;

        
signal
(
empty
)
;

        
consume_item
(
item
)
;

    
end
;

end
;

begin

    
init
(
mutex
,
1
)
;

    
init
(
empty
,
 
BufferSize
)
;

    
init
(
full
,
 
0
)
;

    
cobegin

        
Producer
(
0
)
;

        
//...

        
Consumer
(
0
)
;

        
//...

    
coend
;

end
.

```

Пример решења коришћењем семафора у програмском језику C:
```
semaphore
 
fillCount
 
=
 
0
;
 
// proizvedeni podaci

semaphore
 
emptyCount
 
=
 
BUFFER_SIZE
;
 
// preostali prostor

procedure
 
producer

 

{

    
while
 
(
true
)
 

    
{

        
item
 
=
 
produceItem
;

        
down
(
emptyCount
);

        
putItemIntoBuffer
(
item
);

        
up
(
fillCount
);

    
}

}

procedure
 
consumer

 

{

    
while
 
(
true
)
 

    
{

        
down
(
fillCount
);

        
item
 
=
 
removeItemFromBuffer
;

        
up
(
emptyCount
);

        
consumeItem
(
item
);

    
}

}

```

### Коришћењем монитора
Пример решења применом монитора у програмском језику C:
```
monitor
 
ProducerConsumer
 

{

    
int
 
itemCount
 
=
 
0
;

    
condition
 
full
;

    
condition
 
empty
;

    
procedure
 
add
(
item
)
 

    
{

        
if
 
(
itemCount
 
==
 
BUFFER_SIZE
)
 

        
{

            
wait
(
full
);

        
}

        
putItemIntoBuffer
(
item
);

        
itemCount
 
=
 
itemCount
 
+
 
1
;

        
if
 
(
itemCount
 
==
 
1
)

        
{

            
notify
(
empty
);

        
}

    
}

    
procedure
 
remove

 

    
{

        
if
 
(
itemCount
 
==
 
0
)
 

        
{

            
wait
(
empty
);

        
}

        
item
 
=
 
removeItemFromBuffer
;

        
itemCount
 
=
 
itemCount
 
-
 
1
;

        
if
 
(
itemCount
 
==
 
BUFFER_SIZE
 
-
 
1
)

        
{

            
notify
(
full
);

        
}

        
return
 
item
;

    
}

}

procedure
 
producer

 

{

    
while
 
(
true
)
 

    
{

        
item
 
=
 
produceItem
;

        
ProducerConsumer
.
add
(
item
);

    
}

}

procedure
 
consumer

 

{

    
while
 
(
true
)
 

    
{

        
item
 
=
 
ProducerConsumer
.
remove
;

        
consumeItem
(
item
);

    
}

}

```